# Joris Kenon
Joris Gabriel Djüëla Kenon (29 gennaio 1998) è un calciatore francese, della Nuova Caledonia, centrocampista del Saint-Philbert e della nazionale neocaledoniana.

## Carriera

### Club
È cresciuto nelle giovanili del Laval.

### Nazionale
Il 18 marzo 2022 ha esordito con la nazionale neocaledoniana giocando l'incontro perso 1-2 contro le Figi, valido per le qualificazioni al campionato mondiale di calcio 2022.

## Statistiche

### Presenze e reti nei club
Statistiche aggiornate al 18 marzo 2022.
| Stagione        | Squadra         | Campionato      | Campionato | Campionato | Coppe nazionali | Coppe nazionali | Coppe nazionali | Coppe continentali | Coppe continentali | Coppe continentali | Altre coppe | Altre coppe | Altre coppe | Totale | Totale |
| Stagione        | Squadra         | Comp            | Pres       | Reti       | Comp            | Pres            | Reti            | Comp               | Pres               | Reti               | Comp        | Pres        | Reti        | Pres   | Reti   |
| --------------- | --------------- | --------------- | ---------- | ---------- | --------------- | --------------- | --------------- | ------------------ | ------------------ | ------------------ | ----------- | ----------- | ----------- | ------ | ------ |
| apr.-giu. 2016  | Laval 2         | CFA2            | 2          | 0          |                 | -               | -               |                    | -                  | -                  |             | -           | -           | 2      | 0      |
| 2016-2017       | Laval 2         | CFA2            | 8          | 1          |                 | -               | -               |                    | -                  | -                  |             | -           | -           | 8      | 1      |
| 2017-2018       | Laval 2         | N3              | 18         | 0          |                 | -               | -               |                    | -                  | -                  |             | -           | -           | 18     | 0      |
| 2018-2019       | Laval 2         | N3              | 20         | 1          |                 | -               | -               |                    | -                  | -                  |             | -           | -           | 20     | 1      |
| 2019-2020       | USSA Vertou     | N3              | 17         | 3          |                 | -               | -               |                    | -                  | -                  |             | -           | -           | 17     | 3      |
| 2020-2021       | USSA Vertou     | N3              | 2          | 0          |                 | -               | -               |                    | -                  | -                  |             | -           | -           | 2      | 0      |
| 2021-2022       | Cognac          | N3              | 14         | 0          |                 | -               | -               |                    | -                  | -                  |             | -           | -           | 14     | 0      |
| Totale carriera | Totale carriera | Totale carriera | 81         | 5          |                 | -               | -               |                    | -                  | -                  |             | -           | -           | 81     | 5      |

### Cronologia presenze e reti in nazionale
| Cronologia completa delle presenze e delle reti in nazionale ― Nuova Caledonia | Cronologia completa delle presenze e delle reti in nazionale ― Nuova Caledonia | Cronologia completa delle presenze e delle reti in nazionale ― Nuova Caledonia | Cronologia completa delle presenze e delle reti in nazionale ― Nuova Caledonia | Cronologia completa delle presenze e delle reti in nazionale ― Nuova Caledonia | Cronologia completa delle presenze e delle reti in nazionale ― Nuova Caledonia | Cronologia completa delle presenze e delle reti in nazionale ― Nuova Caledonia | Cronologia completa delle presenze e delle reti in nazionale ― Nuova Caledonia |
| Data                                                                           | Città                                                                          | In casa                                                                        | Risultato                                                                      | Ospiti                                                                         | Competizione                                                                   | Reti                                                                           | Note                                                                           |
| ------------------------------------------------------------------------------ | ------------------------------------------------------------------------------ | ------------------------------------------------------------------------------ | ------------------------------------------------------------------------------ | ------------------------------------------------------------------------------ | ------------------------------------------------------------------------------ | ------------------------------------------------------------------------------ | ------------------------------------------------------------------------------ |
| 18-3-2022                                                                      | Doha                                                                           | Nuova Caledonia                                                                | 1 – 2                                                                          | Figi                                                                           | Qual. Mondiali 2022                                                            | -                                                                              | 89’                                                                            |
| Totale                                                                         |                                                                                | Presenze                                                                       | 1                                                                              |                                                                                | Reti                                                                           | 0                                                                              |                                                                                |